# Atelopus eusebianus
Espèce
Statut de conservation UICN

 CR A3ce : 
En danger critique
Atelopus eusebianus est une espèce d'amphibiens de la famille des Bufonidae.

## Répartition
Cette espèce est endémique de Colombie. Elle se rencontre entre 2 820 et 3 250 m d'altitude sur le versant Ouest de la cordillère centrale dans les départements de Cauca et de Valle del Cauca.

## Publication originale
- Rivero & Granados-Díaz, 1993 : Nueva Especie de Atelopus (Amphibia Bufonidae) del Departamento del Cauca, Colombia. Caribbean Journal of Science, vol. 29, no 1/2, p. 12–17 (texte intégral).